# 硫酸亜鉛
硫酸亜鉛（りゅうさんあえん Zinc sulfate）は、硫酸と亜鉛の塩である。水溶液から結晶化させると、温度によって7、6、または1水和物が得られる。皓礬（こうばん）とも呼ばれる斜方晶で水によく溶け、繊維工業、医薬品、また条件付きで食品添加物にも使用される。
粗製亜鉛から湿式精錬によって亜鉛を精錬するときの中間生成物である。
7水和物では、H2O6分子が亜鉛に、1分子が硫酸イオンの酸素に配位している。
加熱すると約250°Cで無水物（密度3.74g/cm3）となり、600°CでZn3O(SO4)2に、930°Cで酸化亜鉛ZnOに分解する。

## 製法
炭酸亜鉛か酸化亜鉛を硫酸に溶かして得られる。亜鉛を直接硫酸に溶かしても得られるが、このとき副生する水素により硫酸が還元され不純物が生じるため用いられない。
再結晶で得られる結晶は0-39°Cで7水和物、39-60°Cで6水和物、60-100°Cで斜方晶系である。他にも不安定な単斜晶の7水和物、4水和物、2水和物も知られている。

## 用途
工業的には顔料、媒染剤、木材の防腐剤、亜鉛めっき液として利用される。農業用殺菌剤として1948年9月27日に登録を受けたが、2010年1月31日に失効した。希薄溶液は医薬品として、収斂剤や点眼薬に利用される。